# Пристрасті душі
У своєму останньому філософському трактаті «Пристрасті душі» (фр. Les Passions de l'âme), завершений у 1649 році та присвячений принцесі Єлизаветі Богемській, Рене Декарт сприяє давній традиції філософського дослідження природи «пристрастей». Пристрасті були переживаннями, які зараз зазвичай називають емоціями в сучасний період, і були предметом дискусій серед філософів і теологів ще з часів Платона.
Помітними попередниками Декарта, які сформулювали власні теорії пристрастей, є Св. Августин, Св. Фома Аквінський і Томас Гоббс.

## Походження та організація тексту

### Витоки книги

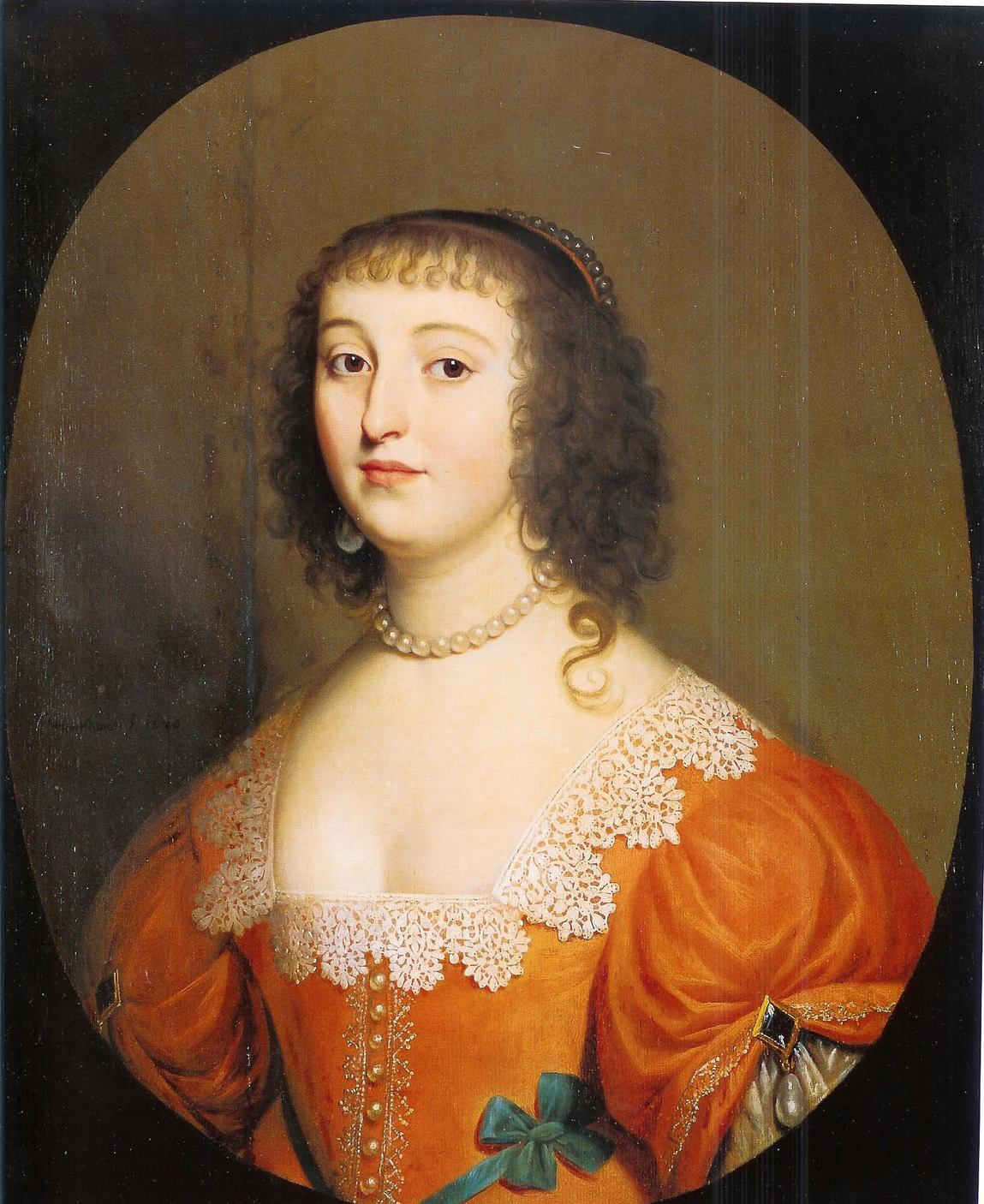
Єлизавета Богемська (1636)

У 1643 році Декарт почав плідне письмове листування з принцесою Єлизаветою Богемською, у якому він відповідав на її моральні питання, особливо про природу щастя, пристрасті та етику. «Пристрасті душі» були написані як синтез цього обміну.
Амелі Рорті стверджує, що дослідження пристрастей, присутніх у роботах Декарта, відіграє значну роль в ілюстрації розвитку сприйняття когнітивного розуму в західному суспільстві. Згідно з її статтею «Від пристрастей до емоцій і почуттів», Декартова потреба примирити вплив пристрастей на інших раціональних істот відзначає чітку точку в розвитку людської самооцінки, паралельно науковому методу, що все більше ґрунтується на раціоналі.

#### Співвідношення моральної філософії та науки
У контексті розвитку наукової думки в сімнадцятому столітті, яка відмовлялася від ідеї космосу на користь відкритого всесвіту, керованого непорушними законами природи (див. Олександр Койре), людські дії більше не залежали від розуміння порядку та механізму. Всесвіту (як це було у філософії греків), а натомість на розумінні основної роботи природи.
Саме в цьому контексті Декарт хотів говорити про пристрасті не як мораліст і не з психологічної точки зору, а як метод дослідження фундаментального аспекту природознавства. «Мій задум полягає не в тому, щоб пояснювати пристрасті як оратор», — писав він у листі до свого редактора від 14 серпня 1649 р., «і навіть як філософ, а лише як фізик». Роблячи це, Декарт порушив не лише арістотелівську традицію (згідно з якою рухи тіла походять від душі), але також стоїчну та християнську традиції, які визначали пристрасті як хвороби душі та вимагали, щоб вони були розглядаються як такі. Таким чином, Декарт стверджував, що пристрасті «всі за своєю суттю добрі, і що все, що ми повинні уникати, це зловживання ними або їх надмірність» (ст. 211).
У контексті механістичного погляду на життя, який набирав популярності в науці XVII століття, Декарт сприймав тіло як автономну машину, здатну рухатися незалежно від душі. Саме з цього фізіологічного сприйняття тіла Декарт розвинув свої теорії про пристрасті душі. Пристрасті, які раніше вважалися аномалією, стали природним явищем, яке потребувало наукового пояснення.

#### Поняття пристрасті
Трактат ґрунтується на філософії, розробленій Декартом у його попередніх роботах, особливо на розрізненні між тілом і душею: душа мислить (res cogitans), але є безтілесною, тоді як тіло є фізичним (res extensa), але не мислить і визначається насамперед своєю формою та рухом. Це те, що відомо як картезіанський дуалізм. У «Пристрастях» Декарт далі досліджує цю таємничу дихотомію розуму й тіла.
Пристрасті, як їх розумів Декарт, приблизно відповідають почуттям, які зараз називаються емоціями, але між ними існує кілька важливих відмінностей. Їх принцип полягає в тому, що пристрасті, як випливає з етимології цього слова, за своєю природою страждають і терпляться, а тому є результатом зовнішньої причини, що діє на суб'єкта. Навпаки, сучасна психологія вважає емоції відчуттям, яке виникає всередині суб'єкта і, отже, створюється самим суб'єктом.
У «Пристрастях душі» Декарт визначає пристрасті як «сприйняття, відчуття або хвилювання душі, які ми пов'язуємо особливо з душею і які викликаються, підтримуються та посилюються деякими рухами духів» (ст. 27). «Духи», згадані в цьому визначенні, є «духами тварин», поняттям, центральним для розуміння фізіології Декарта. Ці духи функціонують так само, як нервова система сучасної медицини. Декарт пояснює, що ці духи тварин виробляються у крові і відповідають за фізичну стимуляцію, яка змушує тіло рухатися. Впливаючи на м'язи, наприклад, тваринні духи «рухають тіло всіма способами, на які воно здатне» (Пристрасті душі ст. 10).
Декарт принципово не відкидає пристрастей; натомість він підкреслює їх благотворну роль у людському існуванні. Він стверджує, що люди повинні працювати над тим, щоб краще розуміти свої функції, щоб контролювати їх, а не бути ними під контролем. Таким чином, «навіть ті, хто має найслабші душі, могли б здобути абсолютну владу над усіма своїми пристрастями, якби вони достатньо старанно працювали над їх навчанням і керівництвом» (ст. 50).

### Структура трактату
Структура «Страстей» Декарта свідчить про філософію автора. Застосовуючи свій знаменитий метод до моральної філософії, Декарт представляв проблему пристрастей душі в термінах її найпростіших невід'ємних компонентів. Він розрізняє шість принципово різних пристрастей:
Але простих і основних пристрастей не так багато… ви легко побачите, що їх всього шість: подив, любов, ненависть, бажання, радість, печаль. Усі інші або складаються з деяких із цих шести, або є їхніми видами. Тож я допоможу тобі знайти свій шлях крізь велику кількість пристрастей, розглядаючи шість основних із них окремо, а потім показуючи, як усі інші походять від них. — Декарт, Пристрасті душі, стаття 69
Саме з цих шести основних пристрастей (дивування, любов, ненависть, бажання, радість і смуток) Декарт починає своє дослідження їхніх фізіологічних ефектів і впливу на поведінку людини. Потім він поєднує шість пристрастей, щоб створити цілісну картину пристрастей.
Сам твір поділяється на три частини, які мають назву:
1. Пристрасті взагалі і, до речі, вся природа людини;
2. Кількість і порядок пристрастей і пояснення шести основних пристрастей;
3. Конкретні пристрасті.

Далі робота поділена у трьох великих частинах на 212 коротких статей, які рідко перевищують кілька абзаців.

## Філософські проблеми

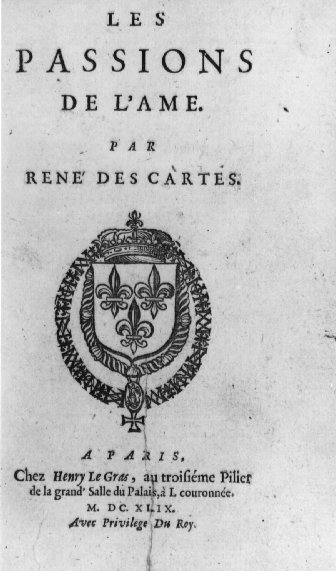
Титульна сторінка Страстей.

### Статус предмета
За словами Мішеля Мейєра, «Страсті» є одним із найважливіших опублікованих творів Декарта. Він написав цей трактат у відповідь на гостре філософське занепокоєння, і тим не менш, роблячи це, він ризикував знищити всю свою попередню роботу та картезіанську систему.
Проблема виникає внаслідок того факту, що пристрасті, невід'ємно засновані на людській природі, загрожують вищості суб'єкта мислення, на якому Декарт заснував свою філософську систему, зокрема в “Міркування про метод». У своєму знаменитому вислові «Я мислю, отже я існую» Декарт зробив суб'єкт мислення основою об'єктивної визначеності. Саме на цій системі він заснував можливість пізнання і розуміння світу. Допускаючи, що пристрасті можуть порушити процес міркування всередині людини, він допускає властивий недолік цього доказу — і якщо людина була змушена сумніватися в правдивості свого власного сприйняття, на чому вона могла базувати своє розуміння природного світу?
Крім того, додаткова відмінність між творами Декарта про фізику та працями про людську природу, які можна знайти у «Страстях», полягає в їхньому відношенні до арістотелівської телеології. У той час як Декарт виступає проти існування кінцевої причини у фізиці, природа його роботи з дослідження походження та функціонування бажань у людській душі вимагає існування кінцевої мети, до якої людина прагне.

### Взаємозв'язок тіла і духу
Проблема трактату «Страсті» є також проблемою картезіанського дуалізму. У першій частині свого твору Декарт розмірковує про зв'язок між мислячою субстанцією та тілом. Для Декарта єдиною ланкою між цими двома субстанціями є шишковидна залоза (ст. 31), місце, де душа прикріплена до тіла.
Пристрасті, які вивчає Декарт, насправді є діями тіла на душу (ст. 25). Душа терпить вплив тіла і цілком підкоряється впливу пристрастей. У спосіб, яким Декарт пояснює людське тіло, тваринні духи стимулюють шишковидну залозу і викликають багато проблем (або сильних емоцій) у душі.

## Поєднання пристрастей
Пристрасті атакують душу і змушують тіло здійснювати неадекватні вчинки. Тому Декарту необхідно було дослідити в другій частині свого трактату особливі наслідки кожної окремої пристрасті та способи її прояву. Вивчення пристрастей дозволяє краще зрозуміти та пояснити ці елементи, які інакше можуть порушити здатність людини розумно міркувати.
Водночас слід оцінити і сучасність Декарта. Навіть окреслюючи пристрасті та їхній вплив, він ніколи не висуває загальної заборони проти них як згубних людських вад, яких слід уникати будь-якою ціною. Він визнає їх як невід'ємний аспект людства, який не слід сприймати як відхилення. Крім того, роль пристрастей на організм не є незначною. Декарт вказує на те, що їх необхідно використовувати, щоб дізнатися, що добре, а що погано для тіла, а отже, і для особистості (ст. 211 і 212).
Тому більша частина твору присвячена перерахуванню пристрастей та їхніх наслідків. Він починає з шести основних пристрастей, а потім торкається конкретних пристрастей, які випливають з їх поєднання. Наприклад, зневага та повага є двома пристрастями, що походять від основної пристрасті захоплення (ст. 150). Пристрасть, яку Декарт цінував найбільше, — це щедрість за позитивний вплив, який вона справляє на людину (ст. 153).

## Контроль пристрастей
Для Декарта ніщо не може завдати більшої шкоди душі і, отже, розумовому процесу, який є її основною функцією (ст. 17), ніж тіло (ст. 2). Він стверджував, що пристрасті самі по собі не шкідливі. Однак, щоб захистити незалежність думок і гарантувати розуміння людиною реальності, він зазначив, що необхідно знати пристрасті та навчитися контролювати їх, щоб використовувати їх якнайкраще. Тому також необхідно, щоб людина прагнула оволодіти поділом, який існує між тілесним тілом і розумом.

## Вплив«Пристрастей душі»
У своєму аналізі популярних сучасних помилкових уявлень про філософію Декарта Лілі Аланен стверджує, що Гілберт Райл, автор «Концепції розуму» (1949), зазвичай асоціюється із сучасним застосуванням філософії Декарта, викладеної у «Пристрастях». За словами Аланена, Райл описує справжню людину як «привида в машині», повністю відокремлюючи фізичне тіло та метафізичний «розум», який фактично також інкапсулює дух. Аланен стверджує, що ця філософія більше схожа на філософію Платона, тоді як філософія Декарта залишається більш тісно пов'язаною з Арістотелем. Плутанина, яка так тісно пов'язує Райла з Декартом, виникає через незрозумілу суміш метафор; Декарт і його сучасники концептуалізували розум як річ фізичних (хоча й немислимих) пропорцій, що дозволяло розрізняти «внутрішнє» і «зовнішнє» відчуття. Це пов'язано з дискурсом Декарта, який отримав знання та розуміння зовнішніх реалій на основі внутрішньої визначеності.